# علم يوكون (إقليم)

علم يوكون (إقليم)

أعتمد علم إقليم يوكون في يوم 1 أذار - مارس من عام 1968 ويتكون العلم من ثلاث شرائط مرتبة بصورة عمودية بصورة متساوية وهي الأخضر، الأبيض و الأزرق ويوجد في وسط الشريط الأبيض صورة لشعار النبالة للإقليم.

## معنى العلم
- الأخضر: يرمز إلى الغابات الخضراء في يوكون .
- الأبيض: يرمز إلى الثلج
- الأزرق: يرمز إلى البحيرات و الأنهار في الإقليم .